# Heinz Kahnt
Heinz Kahnt (* 30. September 1949 in Oranienburg) ist ein ehemaliger deutscher Radrennfahrer und DDR-Meister im Radsport.

## Sportliche Laufbahn
Bei den DDR-Meisterschaften der Jugendklasse A 1966 gewann er den Titel in der Mannschaftsverfolgung. Einen Titel gewann er bei den Rennen der Kinder- und Jugendspartakiade. Dies war sein erster Meistertitel im Radsport. Kahnt startete für den SC Dynamo Berlin. Sein Trainer in den Jugendklassen war Peter Becker, der später auch Jan Ullrich trainierte. Bei Rund um das Muldental war er 1967 erfolgreich. Kahnt wurde dann in der Männerklasse 1968 (in seiner ersten Saison in der Leistungsklasse) und 1970 DDR-Meister in der Mannschaftsverfolgung (u. a. mit Heinz Richter, der ebenfalls bei beiden Meisterschaften Mitglied im Vierer war). 1970 wurde er in die Nationalmannschaft der DDR zur UCI-Bahn-Weltmeisterschaft berufen. Er startete in der Einerverfolgung und belegte in der Qualifikationsrunde Platz 27. Sein bestes Ergebnis in der Einerverfolgung bei den DDR-Meisterschaften war der vierte Platz 1968. 1971 beendete er seine leistungssportliche Karriere.

## Berufliches
Er absolvierte eine Ausbildung zum Betonfacharbeiter.